# Iván Parra
Pour les articles homonymes, voir Parra (homonymie).
Parra  Pinto est un nom espagnol. Le premier nom de famille, en général paternel, est Parra ; le second, en général maternel, souvent omis, est Pinto.
Iván Ramiro Parra Pinto est un coureur cycliste colombien, né le 14 octobre 1975 à Sogamoso (département de Boyacá).
Il est le frère cadet d'un autre coureur cycliste professionnel, Fabio Parra.

## Repères biographiques
Professionnel depuis 1998, il a disputé les trois grands tours. En 1999, avec l'équipe Vitalicio Seguros, dirigée par Javier Mínguez, il obtient son meilleur résultat dans une course de trois semaines, en finissant neuvième du Tour d'Espagne. Sa saison 2005 peut être considérée comme la plus remarquable, avec le titre national du contre-la-montre et surtout deux victoires sur le Tour d'Italie, dans les Dolomites. Courant pour la formation Colombia-Selle Italia de Gianni Savio, il achève ce Giro, à la vingtième  place, terminant deuxième du Grand Prix de la montagne. Également médaillé d'argent lors du contre-la-montre des Juegos Deportivos Nacionales 2008, il est à l'aise sur tous les terrains, même s'il est plutôt catalogué comme grimpeur. Non conservé par Cofidis, il avait réintégré une formation colombienne cette année-là, en signant avec l'équipe Colombia es Pasión.

### Année 2011
Lors de la troisième étape du Tour de Castille-et-León 2011 qu'il dispute avec sa nouvelle équipe EPM-UNE, il est impliqué avec d'autres coureurs dans une chute. Ce qui lui occasionne une commotion cérébrale sans gravité, une fracture de la clavicule et surtout un pneumothorax. 
Il reprend la compétition quatre mois plus tard, lors de la Clásica Ciudad de Girardot. Son équipier Stíber Ortiz remporte l'épreuve et lui se classe 35e. Il réalise son premier résultat significatif au mois de septembre, en obtenant la 4e place du championnat de Colombie du contre-la-montre. Quelques jours après, Parra termine deuxième de la Vuelta a Boyacá.
Dix jours plus tard, il est au départ du Clásico RCN 2011. Absent de l'échappée de la deuxième étape et exclu de la victoire finale par les exploits répétés de son coéquipier Rafael Infantino (vainqueur des trois dernières étapes), il est sixième au matin de la dernière étape, un contre-la-montre en côte. Il y est le seul à perdre moins d'une minute sur Infantino et peut ainsi, monter sur le podium final.  

### Année 2012
Même s'il ne gagne pas de courses lors de cette saison, il reste compétitif au niveau national.
Courant toujours pour l'équipe continentale EPM-UNE, il débute à la fin février à la Vuelta al Valle, qu'il termine neuvième. Il finit quatrième de l'épreuve suivante, la Clásica del Club Deportivo Boyacá. En juillet et en août, il obtient deux podiums dans des courses à étapes. Il se classe deuxième de la Clásica de Girardot, grâce à son attaque dans l'étape reine de l'épreuve. Et un mois plus tard, présent tous les jours, il termine troisième de la Vuelta a Antioquia, grâce à sa remarquable performance dans l'ascension chronométrée de Santa Elena, à Medellín.
En avril, il fait partie des huit coureurs sélectionnés par Raúl Mesa, pour disputer les cinq épreuves espagnoles au programme de son équipe. Après avoir fini anonymement la Klasika Primavera, il est au départ du Tour de Castille-et-León. Il termine dans le peloton, la première étape. Dans la deuxième, il n'est pas dans l'échappée décisive pour le classement général final mais fausse compagnie au peloton pour terminer avec cinq minutes d'avance sur lui. Le dernier jour, il finit sixième de l'étape dans un petit groupe d'échappés, ce qui lui permet de terminer l'épreuve à la onzième place et d'engranger ses premiers points UCI Europe Tour 2012. Il dispute de manière discrète, le Tour de La Rioja et le Tour des Asturies. Et termine, début mai, son mois de compétition en Espagne par le Tour de la communauté de Madrid. Il perd une minute le premier jour, mais se glisse dans l'échappée, avec son coéquipier Francisco Colorado, qui va résister au peloton jusqu'au sommet du Puerto de la Morcuera (es), terme de l'épreuve. Il finit sixième, rattrapé et dépassé par seulement quelques éléments du groupe leader et peut, ainsi, se classer huitième du classement général final. Ses résultats lors des cinq épreuves disputées en Espagne lui rapportent 17 points au classement de l'UCI Europe Tour 2012.
En juin, il est le seul de son équipe à terminer dans les dix premiers du Tour de Colombie. Rencontrant un problème avec sa machine dans l'ascension de l'Alto de La Línea, lors de la première étape de montagne, il perd deux minutes trente. Par la suite, il ne cède quasiment plus de temps au leader. Accompagnant Félix Cárdenas lors de sa prise de pouvoir dans la neuvième étape, il réussit à intégrer le "Top 10" à la suite du contre-la-montre terminal.
Il termine son année par une dixième place au Clásico RCN. Dans la troisième étape, comme tous ses coéquipiers, il s'avoue impuissant devant l'attaque décisive d'Óscar Sevilla et Alex Cano. Pire, trois jours après, l'Alto de La Línea lui est de nouveau fatal et il perd six minutes ce jour-là. Une deuxième place dans la septième étape et un bon contre-la-montre terminal lui permettent de finir les deux grandes courses du calendrier national dans les dix premiers.

### Année 2013
Fin janvier, il se met d'accord avec les dirigeants de l'équipe professionnelle, non-affiliée à l'UCI, Formesán - Bogotá Humana. Il y sera une pièce maîtresse au même titre qu'une autre recrue de l'hiver Félix Cárdenas. L'objectif de l'équipe est de remporter l'une des deux grandes courses du calendrier national, le Tour de Colombie ou le Clásico RCN. Plus personnellement, il espère monter sur le podium d'une de celles-ci et de bien figurer dans des courses telles que la Vuelta a Antioquia, la Vuelta a Boyacá ou la Vuelta a Santander.
En fin de saison, il prend le départ du 53e Clásico RCN, comme leader de substitution de sa formation, au cas où Félix Cárdenas faillirait. Cependant, l'épreuve s'arrête pour lui, dès la deuxième étape, à la suite d'une chute collective, où la violence du coup sur l'épaule gauche, qu'il reçoit, le pousse à l'abandon. Récupérant de manière satisfaisante, il espère toujours faire partie du peloton professionnel colombien en 2014. Par ailleurs, la fin de l'année le voit inaugurer un magasin de cycles, dont il est propriétaire, dans sa ville de résidence Bogota.

## Palmarès
- 1995
  - Tour de Colombie espoirs
- 1996
  - 3e étape de la Clásica de El Carmen de Viboral
- 1997
  -  Champion de Colombie du contre-la montre espoirs
  - Tour de Colombie espoirs
- 1998
  - Vuelta al Valle del Cauca :
    - Classement général
    - 3e étape

  - 2e du Tour de Colombie
  - 3e de la Vuelta a Cundinamarca
- 1999
  - 9e du Tour d'Espagne
- 2000
  - 5e étape du Tour de Galice
- 2001
  - 2ea étape du Grand Prix international Mitsubishi MR Cortez (contre-la-montre par équipes)
  - 1re étape du Tour de Catalogne (contre-la-montre par équipes)
- 2004
  - 4e étape de la Clásica de Fusagasugá
  - 6e du Tour de Catalogne
- 2005
  -  Champion de Colombie du contre-la montre
  - 13e et 14e étapes du Tour d'Italie
- 2008
  - Prologue de la Vuelta a Cundinamarca
  - 2e de la Vuelta al Tolima
  - 2e du championnat de Colombie du contre-la-montre
- 2009
  - 1re étape de la Vuelta a Boyacá
  - 3e de la Vuelta a Boyacá
- 2010
  - 4e étape de la Vuelta a Cundinamarca (contre-la-montre)
  - 1re étape du Clásico RCN (contre-la-montre par équipes)
- 2011
  - 2e de la Vuelta a Boyacá
  - 3e du Clásico RCN
- 2012
  - 2e de la Clásica de Girardot

## Résultats sur les grands tours

### Tour de France
3 participations.
- 2003 : 47e
- 2006 : 43e
- 2007 : abandon (8e étape)

### Tour d'Italie
4 participations.
- 2000 : abandon
- 2005 : 20e, vainqueur des 13e et 14e étapes
- 2006 : 16e
- 2007 : 13e

### Tour d'Espagne
3 participations.
- 1999 : 9e
- 2000 : 59e
- 2004 : 34e

## Classements mondiaux
| Année              | 2005 | 2006 | 2007 | 2008 | 2009 | 2010 | 2011 | 2012 | 2013 |
| ------------------ | ---- | ---- | ---- | ---- | ---- | ---- | ---- | ---- | ---- |
| Classement ProTour |      | 155e | 98e  |      |      |      |      |      |      |
| UCI America Tour   | 143e |      |      | 370e | 370e |      |      | 393e | 188e |
| UCI Europe Tour    |      |      |      | 974e |      |      |      | 616e |      |

## Résultats sur les championnats

### Championnats du monde professionnels
| 1 participation. - 2004 : 24e au classement final. | 1 participation. - 2004 : 26e au classement final. |